# اندیس فین علیا
فین علیا یک اندیس مصالح ساختمانی است که در حوالی شهر آران استان اصفهان قرار دارد و مادهٔ معدنی موجود در آن، سنگ تزئینی است.  